# Northglenn
Northglenn és una població dels Estats Units a l'estat de Colorado. Segons el cens del 2008 tenia 33.697 habitants.

## Demografia
Segons el cens del 2000, Northglenn tenia 31.575 habitants, 11.610 habitatges, i 8.208 famílies. La densitat de població era de 1.643 habitants per km².
Dels 11.610 habitatges en un 33,8% hi vivien nens de menys de 18 anys, en un 53,6% hi vivien parelles casades, en un 11,8% dones solteres, i en un 29,3% no eren unitats familiars. En el 23% dels habitatges hi vivien persones soles el 5,5% de les quals corresponia a persones de 65 anys o més que vivien soles. El nombre mitjà de persones vivint en cada habitatge era de 2,71 i el nombre mitjà de persones que vivien en cada família era de 3,19.
Per edats la població es repartia de la següent manera: un 26,7% tenia menys de 18 anys, un 9,9% entre 18 i 24, un 32,9% entre 25 i 44, un 20,3% de 45 a 60 i un 10,2% 65 anys o més.
L'edat mediana era de 33 anys. Per cada 100 dones de 18 o més anys hi havia 98,7 homes.
La renda mediana per habitatge era de 48.276 $ i la renda mediana per família de 52.888 $. Els homes tenien una renda mediana de 36.214 $ mentre que les dones 28.231 $. La renda per capita de la població era de 20.253 $. Entorn del 3,8% de les famílies i el 5,4% de la població estaven per davall del llindar de pobresa.

## Poblacions més properes
El següent diagrama mostra les poblacions més properes.